# Comté de Custer (Nebraska)
Pour les articles homonymes, voir Comté de Custer.
Le comté de Custer est un comté de l'État du Nebraska, aux États-Unis. Son siège est la ville de Broken Bow.